# Liste der Municípios von Angola

Karte der Provinzen von Angola

Die 21 Provinzen Angolas sind in 326 Municípios unterteilt, die etwa mit Landkreisen vergleichbar sind, da sich unterhalb dieser Ebene noch einmal 378 Gemeinden oder Kommunen (Portugiesisch: Comunas) befinden. Nach Provinzen geordnet sind im Folgenden die Municípios Angolas aufgeführt:
| Provinz       | Anzahl der Municípios | Municípios |
| ------------- | --------------------- | --- |
| Bengo         | 12                    | Ambriz, Bula Atumba, Barro do Dande, Dande, Muxaluando, Nambuangongo, Pango Aluquém, Panguila, Piri, Quibaxe, Quicunzo, Úcua |
| Benguela      | 23                    | Babaera, Baía Farta, Balombo, Benguela, Bíopio, Bocoio, Bolonguera, Caimbambo, Canhamela, Capupa, Catengue, Catumbela, Chila, Chicuma, Chindumbo, Chongorói, Cubal, Dombe Grande, Egito Praia, Ganda, Iambala, Lobito, Navegantes                                                                          |
| Bié           | 19                    | Andulo, Belo Horizonte, Calucinga, Camacupa, Cambândua, Catabola, Chicala, Chinguar, Chipeta, Chitembo, Cuemba, Cuito, Cunhinga, Luando, Lúbia, Mumbué, Nharêa, Ringoma, Umpulo |
| Cabinda       | 10                    | Belize, Buco Zau, Cabinda, Cacongo, Laimbo, Massabi, Miconje, Necuto, Ngoio, Tando Zinze |
| Cuando        | 9                     | Cuito Cuanavale, Dima, Dirico, Luengue, Luiana, Mavinga, Mucusso, Rivungo, Xipungo |
| Cuanza Norte  | 17                    | Aldeia Nova, Ambaca, Banga, Bolongongo, Caculo Cabaça, Cambambe, Cazengo, Cêrca, Golungo Alto, Lucala, Luinga, Massangano, Ngonguembo, Quiculungo, Samba Cajú, Tango, Terreiro |
| Cuanza Sul    | 24                    | Amboiva, Boa Entrada, Calulo, Cassongue, Conda, Condé, Ebo, Gabela, Gangula, Gungo, Lonhe, Munenga, Mussende, Pambangala, Porto Amboim, Quenha, Quibala, Quilenda, Quirimbo, Quissongo, Sanga, Seles, Sumbe, Waku Kungo                                                                                    |
| Cubango       | 11                    | Caiundo, Calai, Chinguanja, Cuangar, Cuchi, Cutato, Longa, Mavengue, Menongue, Nancova, Savate |
| Cunene        | 14                    | Cafima, Cahama, Chiéde, Chissuata, Chitado, Cuanhama, Curoca, Cuvelai, Humbe, Mupa, Namacunde, Naulila, Nehone, Ombadja |
| Huambo        | 17                    | Alto Hama, Bailundo, Bimbe, Caála, Cachiungo, Chicala Choloanga, Chilata, Chinjenje, Cuima, Ecunha, Galanga, Huambo, Londuimbali, Longonjo, Mungo, Sambo, Ucuma |
| Huíla         | 23                    | Caconda, Cacula, Caluquembe, Capelongo, Capunda Cavilongo, Chibia, Chicomba, Chicungo, Chipindo, Chituto, Cuvango, Dongo, Galangue, Gambos, Hoque, Humpata, Jamba Mineira, Lubango, Matala, Palanca, Quilengues, Quipungo, Viti Vivali                                                                     |
| Icolo e Bengo | 7                     | Bom Jesus, Cabiri, Cabo Ledo, Calumbo, Catete, Quiçama, Sequele |
| Luanda        | 16                    | Belas, Cacuaco, Camama, Cazenga, Hoji ya Henda, Ingombota, Kilamba, Kilamba Kiaxi, Maianga, Mulenvos, Mussulo, Rangel, Samba, Sambizanga, Talatona, Viana |
| Lunda Norte   | 19                    | Cafunfo, Camaxilo, Cambulo, Canzar, Capenda Camulemba, Cassanje Calucala, Caungula, Chitato, Cuango, Cuilo, Dundo, Lóvua, Luangue, Lubalo, Lucapa, Luremo, Mussungue, Xá Cassau, Xá Muteba |
| Lunda Sul     | 14                    | Alto Chicapa, Cacolo, Cassai Sul, Cassengo, Cazage, Chiluage, Dala, Luma Cassai, Muangueji, Muconda, Muriege, Saurimo, Sombo, Xassengue |
| Malanje       | 27                    | Caculama, Cacuso, Cahombo, Calandula, Cambo Suinginge, Cambundi Catembo, Cangandala, Capunda, Cateco Cangola, Cuale, Kiwaba Nzoji, Kunda dya Baze, Luquembo, Malanje, Marimba, Massango, Mbanji ya Ngola, Milando, Muquixe, Ngola Luiji, Pungu a Ndongo, Quela, Quêssua, Quihuhu, Quirima, Quitapa, Xandel |
| Moxico        | 12                    | Alto Cuito, Camanongue, Cangamba, Cangumbe, Chiúme, Léua, Lucusse, Luena, Lumbala Nguimbo, Lutembo, Lutuai, Ninda |
| Moxico Leste  | 9                     | Caianda, Cameia, Cazombo, Lago Dilolo, Lóvua do Zambeze, Luacano, Luau, Macondo, Nana Candundo |
| Namibe        | 9                     | Bibala, Cacimbas, Camacuio, Iona, Lucira, Moçâmedes, Sacomar, Tômbwa, Virei |
| Uíge          | 23                    | Alto Zaza, Ambuila, Bembe, Bungo, Cangola, Damba, Dange Quitexe, Lucunga, Maquela do Zombo, Massau, Milunga, Mucaba, Negage, Nova Esperança, Nsosso, Puri, Quimbele, Quipedro, Sacandica, Sanza Pombo, Songo, Uíge, Vista Alegre                                                                           |
| Zaire         | 11                    | Cuimba, Lufico, Luvo, Mbanza Kongo, Nóqui, Nzeto, Quêlo, Quindeje, Serra de Canda, Soyo, Tomboco |

## Nachweise
1. ↑  Lei n.º 14/24 - Lei da Divisão Político-Administrativa, Portal da Legislação Angolana (angolex.com), abgerufen am 1. April 2025